# Aclytia flavicaput
Aclytia flavicaput là một loài bướm đêm thuộc phân họ Arctiinae, họ Erebidae.